# Paradise Is Here
«Paradise Is Here» («Рай тут») — пісня, написана ірландським музикантом Полом Бреді і вперше записана американською співачкою Тіною Тернер для її студійного альбому «Break Every Rule» 1986 року. Згодом Бреді випустив свою власну версію пісні для свого альбому «Primitive Dance» 1987 року. Інша американська співачка Шер також записала кавер-версію пісні для свого двадцять першого студійного альбому «It's a Man's World».

## Версія Тіни Тернер
«Paradise Is Here», записана американською співачкою Тіною Тернер за участю британського гітариста Марка Ноплера, з гурту «Dire Straits» (який також продюсував), була включена до її студійного альбому «Break Every Rule» 1986 року. Пісня вийшла як сингл в Європі, де мала невеликий успіх у Великій Британії. Замість реміксу на 12-дюймовому синглі була семихвилинна концертна версія з туру Тернер «Break Every Rule» 1986—1987, яка була записом виступу на біс. Відредагована версія того запису була пізніше включена як останній трек альбому співачки Tina Live in Europe 1988 року, при цьому була виключена більша частина заключного саксофонного соло. Повноформатний концертний запис досі не випущено на CD, але доступний як частина музичного відео співачки на DVD Turner All the Best — The Live Collection.

### Музичне відео
Офіційне музичне відео до пісні, зняте Енді Мораханом, являє собою запис концертного виконання Тернер пісні, яке увійшло до 12-дюймового синглу.

### Трек-лист
- Main version — 5:35
- 7" edit — 5:00
- 12" live version — 7:25

### Чарти
| Чарт (1987)                        | Позиція |
| ---------------------------------- | ------- |
| Австрія (Ö3 Austria Top 75)        | 25      |
| Німеччина (Official German Charts) | 31      |
| Ірландія (IRMA)                    | 21      |
| Велика Британія (UK Singles Chart) | 78      |

## Версія Шер
«Paradise Is Here» стала другим північноамериканським синглом американської співачки та акторки Шер її студійного альбому «It's a Man's World» 1995 року. Сингл вийшов 3 грудня 1996 року на лейблі «Reprise Records». Хоча пісня не потрапила до чарту US Hot 100, але увійшла до топ-20 чарту клубних хітів США, посівши одинадцяту сходинку. Також Шер виконала цю пісню на телешоу «The RuPaul» у 1997 році.

### Трек-лист
- US CD single

1. «Paradise Is Here» (Single Mix) — 4:05
2. «Paradise Is Here» (Junior's Arena Anthem) — 10:42
3. «Paradise Is Here» (Runway Mix) — 8:32
4. «Paradise Is Here» (Glow Stick Mix) — 8:30
5. «Paradise Is Here» (Give Me The Night Dub) — 8:30
6. «Paradise Is Here» (Sunrise Mix) — 6:50
7. «Paradise Is Here» (Eurodance Mix) — 5:54
8. «Paradise Is Here» (Garage Revival Mix) — 7:32

- US 12" single

1. «Paradise Is Here» (Junior's Arena Anthem) — 10:45
2. «Paradise Is Here» (Glow Stick Mix) — 8:33
3. «Paradise Is Here» (Runway Mix) — 8:32
4. «Paradise Is Here» (Give Me The Night Dub) — 8:35

### Чарти
| Чарт (1996–97)                            | Позиція |
| ----------------------------------------- | ------- |
| США (Hot Dance Club Songs) (Billboard)    | 11      |
| США (Hot Dance Singles Sales) (Billboard) | 27      |